# Wola Maćkowska
Wola Maćkowska – część wsi Maćkowice w Polsce, położona w województwie podkarpackim, w powiecie przemyskim, w gminie Żurawica.
Obecnie Wola Maćkowska liczy ok. 55 domów i jest położona w północno-zachodniej części Maćkowic.
W latach 1989–1990 zbudowano murowany kościół filialny, według projektu arch. mgr inż. Zdzisława Kłodkowskiego. 24 czerwca 1990 roku bp Ignacy Tokarczuk poświęcił kościół pw. Najświętszej Maryi Panny Wspomożenia Wiernych.